# Tony Tetro
Anthony Gene „Tony“ Tetro (* 1950 in Fulton (New York)) ist ein US-amerikanischer Kunstfälscher und Kopist.
Tony Tetro, der Sohn eines Malermeisters in New York, war als Fälscher vor allem in den 1970er- und 1980er-Jahren aktiv und war nach den Worten des Staatsanwalts in Los Angeles, Ira Reiner, in dieser Zeit der größte Fälscher von Kunstwerken in den Vereinigten Staaten. Seine Fälschungen fanden weltweit Aufnahme in Museen, Galerien und Auktionshäuser. Er fälschte sowohl alte Meister als auch zeitgenössische Maler, insbesondere Salvador Dalí, Joan Miró, Marc Chagall, Norman Rockwell. Mitte der 1980er-Jahre flog er auf, als sein Auftraggeber gefälschte Aquarelle von Hiro Yamagata an eine Galerie in Beverly Hills verkaufte, die in unmittelbarer Nähe zu einer Galerie war, die die exklusiven Verkaufsrechte von Yamagata hatte. Als der Künstler dort zu Besuch war, entdeckte er die Fälschungen. 1989 wurde Tetro nach einem Prozess, der sich viereinhalb Jahre hinzog, zu einer Gefängnisstrafe verurteilt. 1994 wurde er entlassen und bestritt seinen Lebensunterhalt von da an nur noch durch das Herstellen von Kopien bekannter Kunstwerke, die er mit seinem Namen signiert.